# Tour Méditerranéen 2014
Il Tour Méditerranéen 2014, quarantunesima edizione della corsa, valido come prova del circuito UCI Europe Tour 2014 categoria 2.1, è svolto in 5 tappe, dal 13 al 16 febbraio 2014, su un percorso totale di 640,8 km, con partenza da Argelès-sur-Mer ed arrivo a Mont Faron. È stato vinto dal britannico Steve Cummings, del BMC Racing Team, che si impose in 16 ore 31 minuti e 59 secondi, alla media di 38,75 km/h.
Al traguardo finale sul Mont Faron, 146 ciclisti completarono la gara.

## Tappe
| Tappa  | Data        | Percorso                                                            | km    | Vincitore di tappa     | Leader cl. generale |
| ------ | ----------- | ------------------------------------------------------------------- | ----- | ---------------------- | ------------------- |
| 1ª     | 13 febbraio | Argelès-sur-Mer > Montagnac                                         | 196,3 | John Degenkolb         | John Degenkolb      |
| 2ª     | 14 febbraio | Cadolive > Rousset                                                  | 170,6 | John Degenkolb         | John Degenkolb      |
| 3ª     | 15 febbraio | Lambesc > Saint-Rémy-de-Provence                                    | 63    | John Degenkolb         | John Degenkolb      |
| 4ª     | 15 febbraio | Saint-Rémy-de-Provence > Saint-Rémy-de-Provence (Cron. individuale) | 18,2  | Steve Cummings         | Steve Cummings      |
| 5ª     | 16 febbraio | Bandol > Mont Faron                                                 | 192,7 | Jean-Christophe Péraud | Steve Cummings      |
| Totale | Totale      | Totale                                                              | 640,8 |                        |                     |

## Squadre partecipanti
| N.      | Cod. | Squadra                      |
| ------- | ---- | ---------------------------- |
| 1-8     | IAM  | IAM Cycling                  |
| 11-18   | ALM  | AG2R La Mondiale             |
| 21-28   | FDJ  | FDJ.fr                       |
| 31-38   | EUC  | Team Europcar                |
| 41-48   | TFR  | Trek Factory Racing          |
| 51-58   | BMC  | BMC Racing Team              |
| 61-68   | GIA  | Team Giant-Shimano           |
| 71-78   | KAT  | Katusha Team                 |
| 81-88   | COF  | Cofidis, Solutions Credits   |
| 91-98   | BSE  | Bretagne-Séché Environnement |
| 101-108 | CCC  | CCC Polsat-Polkowice         |

| N.      | Cod. | Squadra                      |
| ------- | ---- | ---------------------------- |
| 111-118 | AND  | Androni Giocattoli-Venezuela |
| 121-128 | COL  | Colombia                     |
| 131-138 | BAR  | Bardiani Valvole-CSF Inox    |
| 141-148 | LPM  | La Pomme Marseille 13        |
| 151-158 | BIG  | BigMat-Auber 93              |
| 161-168 | RLM  | Roubaix-Lille Metropole      |
| 171-178 | RAL  | Team Raleigh                 |
| 181-188 | WBC  | Wallonie-Bruxelles           |
| 191-198 | CJR  | Caja Rural-Seguros RGA       |
| 201-208 | WGG  | Wanty-Groupe Gobert          |

## Dettagli delle tappe

### 1ª tappa
- 13 febbraio: Argelès-sur-Mer > Montagnac – 196,3 km

Risultati
| Pos. | Corridore         | Squadra       | Tempo    |
| ---- | ----------------- | ------------- | -------- |
| 1    | John Degenkolb    | Giant-Shimano | 5h34'01" |
| 2    | Danilo Napolitano | Wanty         | s.t.     |
| 3    | Sonny Colbrelli   | Bardiani-CSF  | s.t.     |

| Pos. | Corridore         | Squadra       | Tempo    |
| ---- | ----------------- | ------------- | -------- |
| 1    | John Degenkolb    | Giant-Shimano | 5h34'01" |
| 2    | Danilo Napolitano | Wanty         | s.t.     |
| 3    | Sonny Colbrelli   | Bardiani-CSF  | s.t.     |

### 2ª tappa
- 14 febbraio: Cadolive > Rousset – 170,6 km

Risultati
| Pos. | Corridore        | Squadra        | Tempo    |
| ---- | ---------------- | -------------- | -------- |
| 1    | John Degenkolb   | Giant-Shimano  | 4h16'39" |
| 2    | Yannick Martinez | Europcar       | s.t.     |
| 3    | Armindo Fonseca  | Bretagne-Séché | s.t.     |

| Pos. | Corridore       | Squadra       | Tempo    |
| ---- | --------------- | ------------- | -------- |
| 1    | John Degenkolb  | Giant-Shimano | 9h50'40" |
| 2    | Sonny Colbrelli | Bardiani-CSF  | s.t.     |
| 3    | Cyril Gautier   | Europcar      | s.t.     |

### 3ª tappa
- 15 febbraio: Lambesc > Saint-Rémy-de-Provence – 63 km

Risultati
| Pos. | Corridore       | Squadra       | Tempo    |
| ---- | --------------- | ------------- | -------- |
| 1    | John Degenkolb  | Giant-Shimano | 1h18'48" |
| 2    | Thor Hushovd    | BMC Racing    | s.t.     |
| 3    | Sonny Colbrelli | Bardiani-CSF  | s.t.     |

| Pos. | Corridore       | Squadra       | Tempo     |
| ---- | --------------- | ------------- | --------- |
| 1    | John Degenkolb  | Giant-Shimano | 11h09'28" |
| 2    | Sonny Colbrelli | Bardiani-CSF  | s.t.      |
| 3    | Cyril Gautier   | Europcar      | s.t.      |

### 4ª tappa
- 15 febbraio: Saint-Rémy-de-Provence > Saint-Rémy-de-Provence – Cronometro individuale – 18,2 km

Risultati
| Pos. | Corridore        | Squadra      | Tempo  |
| ---- | ---------------- | ------------ | ------ |
| 1    | Steve Cummings   | BMC Racing   | 27'27" |
| 2    | Riccardo Zoidl   | Trek Factory | a 4"   |
| 3    | Sylvain Chavanel | IAM Cycling  | a 10"  |

| Pos. | Corridore        | Squadra      | Tempo     |
| ---- | ---------------- | ------------ | --------- |
| 1    | Steve Cummings   | BMC Racing   | 11h33'55" |
| 2    | Riccardo Zoidl   | Trek Factory | a 4"      |
| 3    | Sylvain Chavanel | IAM Cycling  | a 10"     |

### 5ª tappa
- 16 febbraio: Bandol > Mont Faron – 192,7 km

Risultati
| Pos. | Corridore              | Squadra        | Tempo    |
| ---- | ---------------------- | -------------- | -------- |
| 1    | Jean-Christophe Péraud | AG2R La Mond.  | 4h57'53" |
| 2    | Eduardo Sepúlveda      | Bretagne-Séché | a 5"     |
| 3    | Stefan Denifl          | IAM Cycling    | a 11"    |

| Pos. | Corridore              | Squadra       | Tempo     |
| ---- | ---------------------- | ------------- | --------- |
| 1    | Steve Cummings         | BMC Racing    | 16h31'59" |
| 2    | Jean-Christophe Péraud | AG2R La Mond. | a 4"      |
| 3    | Riccardo Zoidl         | Trek Factory  | a 10"     |

## Classifiche finali

### Classifica generale
| Pos. | Corridore                  | Squadra        | Tempo     |
| ---- | -------------------------- | -------------- | --------- |
| 1    | Steven Cummings            | BMC Racing     | 16h31'59" |
| 2    | Jean-Christophe Péraud     | AG2R La Mond.  | a 4"      |
| 3    | Riccardo Zoidl             | Trek Factory   | a 10"     |
| 4    | Eduardo Sepúlveda          | Bretagne-Séché | a 28"     |
| 5    | Tobias Ludvigsson          | Giant-Shimano  | a 56"     |
| 6    | Thomas Degand              | Wanty          | s.t.      |
| 7    | Sylvain Chavanel           | IAM Cycling    | a 1'01"   |
| 8    | Jegor Silin                | Katusha Team   | s.t.      |
| 9    | Ben Hermans                | BMC Racing     | a 1'18"   |
| 10   | Francesco Manuel Bongiorno | Bardiani-CSF   | a 1'29"   |

### Classifica a punti
| Pos. | Corridore              | Squadra        | Punti |
| ---- | ---------------------- | -------------- | ----- |
| 1    | John Degenkolb         | Giant-Shimano  | 75    |
| 2    | Sonny Colbrelli        | Bardiani-CSF   | 46    |
| 3    | Steven Cummings        | BMC Racing     | 39    |
| 4    | Jean-Christophe Péraud | AG2R La Mond.  | 39    |
| 5    | Eduardo Sepúlveda      | Bretagne-Séché | 32    |

### Classifica scalatori
| Pos. | Corridore              | Squadra        | Punti |
| ---- | ---------------------- | -------------- | ----- |
| 1    | Jarlinson Pantano      | Colombia       | 22    |
| 2    | Cyril Gautier          | Europcar       | 16    |
| 3    | Jean-Christophe Péraud | AG2R La Mond.  | 15    |
| 4    | Fabio Duarte           | Colombia       | 15    |
| 5    | Eduardo Sepúlveda      | Bretagne-Séché | 10    |

### Classifica giovani
| Pos. | Corridore                  | Squadra       | Tempo     |
| ---- | -------------------------- | ------------- | --------- |
| 1    | Eduardo Sepúlveda          | Bretagne      | 16h32'27" |
| 2    | Tobias Ludvigsson          | Giant-Shimano | a 27"     |
| 3    | Francesco Manuel Bongiorno | Bardiani-CSF  | a 1'00"   |
| 4    | Bob Jungels                | Trek Factory  | a 1'07"   |
| 5    | Georg Preidler             | Giant-Shimano | a 2'00"   |

### Classifica a squadre
| Pos. | Squadra             | Tempo     |
| ---- | ------------------- | --------- |
| 1    | BMC Racing Team     | 49h39'06" |
| 2    | IAM Cycling         | a 1'06"   |
| 3    | Trek Factory Racing | a 1'20"   |
| 4    | AG2R La Mondiale    | a 1'33"   |
| 5    | Team Giant-Shimano  | a 2'24"   |